# Ganzourgou (tỉnh)
Ganzourgou là một tỉnh Burkina Faso trong vùng Plateau-Central. Tỉnh lỵ là Zorgho nằm dọc đường giữa Ouagadougou và Niamey,  Niger. Các thành thị quan trọng khác ở tỉnh này có Mogtédo và Méguet. Dân số tỉnh Ganzourgou năm 2006 là 319.830 người.
Ganzourgou được chia thành 8 tổng:
| Tổng           | Thủ phủ | Dân số (Điều tra năm 2006) |
| -------------- | ------- | -------------------------- |
| Boudry (tổng)  | Boudry  | 80, 948                    |
| Kogho (tổng)   | Kogho   | 15.790                     |
| Méguet (tổng)  | Méguet  | 34.724                     |
| Mogtédo (tổng) | Mogtédo | 50.809                     |
| Salogo (tổng)  | Salogo  | 21.405                     |
| Zam (tổng)     | Zam     | 39.582                     |
| Zorgho (tổng)  | Zorgho  | 46.898                     |
| Zoungou (tổng) | Zoungou | 29.674                     |